# Памятник Петру Куприянову (Жодино, улица Куприянова)
Памятник Петру Куприянову (бел. Помнік Пятру Купрыянаву) — памятник в городе Жодино Минской области Белоруссии. Открыт 30 августа 1958 года. Расположен на улице Куприянова в сквере ГУО «Средняя школа № 1 им. П. И. Куприянова г. Жодино».

## История
Средней школе № 1 городского посёлка Жодино, в которой перед Великой Отечественной войной учился Герой Советского Союза Пётр Иванович Куприянов, постановлением Совета Министров БССР от 13 ноября 1957 года было присвоено его имя. С целью увековечивания памяти героя педагогический коллектив школы № 1 выступил с инициативой установки рядом с ней памятника прославленному земляку. Над изготовлением монумента работал народный художник БССР скульптор А. О. Бембель. Финансирование работ по возведению памятника осуществлялось Смолевичской ГРЭС.
Торжественная церемония открытия бюста Петра Куприянова состоялась 30 августа 1958 года. В ней приняли участие председатель Жодинского горпоселковового Совета П. Ф. Добровольский, бывший разведчик партизанского отряда «Родина» бригады «Разгром» И. И. Овсянкин, однополчанин П. Куприянова учёный-генетик И. И. Ясинский, учительница П. Куприянова О. И. Сидельникова, его мать А. Ф. Куприянова, директор Смолевичской ГРЭС Ю. Л. Куковатов, а также учителя и учащиеся СШ № 1 городского посёлка Жодино.
В 1971 и 2004 годах памятник подвергался реконструкции. Так, в 1971 году силами Смолевичской ГРЭС была установлена металлическая ограда, осуществлена замена мемориальной доски на пьедестале. В 2004 году к 60-й годовщине освобождения Беларуси от немецко-фашистских захватчиков прилегающая к памятнику территория была облагорожена, площадка перед ним выложена плиткой. Летом 2024 года также были проведены реставрационные работы.
Памятник Петру Куприянову стал традиционным местом встречи ветеранов Великой Отечественной войны в День Победы. Каждый год 2 ноября у монумента проводится День памяти Героя Советского Союза Петра Куприянова, на который собираются бывшие партизаны и фронтовики, учащиеся СШ № 1 и родственники героя.

## Описание памятника
Памятник представляет собой бюст Петра Куприянова, на который нанесена краска под бронзу. Бюст размещён на пьедестале, на котором закреплена мемориальная доска с надписью «Герою Советского Союза Петру Куприянову» и медалью «Золотая Звезда».